# Puderbach (Nadrenia-Palatynat)
Puderbach – miejscowość i gmina w zachodnich Niemczech, w kraju związkowym Nadrenia-Palatynat, w powiecie Neuwied, siedziba gminy związkowej Puderbach. Leży nad rzeką Holzbach. Liczy 2 196 mieszkańców (2009).
W Puderbach znajdują się ruiny zamku Reichenstein z XIV wieku, zbudowanego przez Ludwiga III von Reichenstein. Zostały też umieszczone w herbie miejscowości.